# Cerberodon
Cerberodon is een geslacht van rechtvleugeligen uit de familie sabelsprinkhanen (Tettigoniidae). De wetenschappelijke naam van dit geslacht is voor het eerst geldig gepubliceerd in 1832 door Perty.

## Soorten
Het geslacht Cerberodon omvat de volgende soorten:
- Cerberodon angustifrons Piza, 1960
- Cerberodon cuiabensis Piza, 1982
- Cerberodon viridis Perty, 1832